# Joel Roberts Poinsett
Joel Roberts Poinsett (Charleston, 2 de março de 1779 — Stateburg, 12 de dezembro de 1851) foi um médico, botânico e estadista estadunidense. Membro da Câmara dos Representantes, primeiro embaixador dos Estados Unidos no México, Secretário da Guerra de Martin Van Buren e co-fundador do Instituto Nacional pela Promoção da Ciência, que posteriormente tornou-se o Smithsonian Institution.

## Carreira
Joel Roberts Poinsett nasceu em Charleston, Carolina do Sul, filho do Dr. Elisha Poinsett e sua esposa Ann Richards. Ele foi educado em Connecticut e na Europa, adquiriu habilidades jurídicas e estudou medicina na Universidade de Edimburgo. Entre 1801 e 1809, ele viajou pela Europa e pelo Oriente Médio com curtas pausas. De 1810 a 1814, foi plenipotenciário especial do presidente James Madison para os países da América do Sul explorar as perspectivas dos revolucionários em sua luta pela independência da Espanha. Às vezes de Santiago do Chile, temporariamente de Buenos Aires, apoiou a luta pela liberdade do Chile e da Argentina. 1815, ele retornou ao seu estado natal, a Carolina do Sul.
Ele concorreu ao cargo lá e foi membro da Câmara dos Representantes de 1816 a 1820, e de 1818 a 1820 também Presidente do Conselho de Obras Públicas da Carolina do Sul.
De 4 de março de 1821 a 7 de março de 1825, ele representou a Carolina do Sul na câmara baixa do Congresso, primeiro pelo Partido Republicano Democrático, então após sua divisão por várias facções (18º Congresso: Jackson republicanos, 19º Congresso: Jacksonianos); mais tarde ele se tornou um membro dos democratas. Ele também foi enviado especial ao México de 1822 a 1823. Em 1825 ele foi eleito para a Academia Americana de Artes e Ciências. Também em 1825 ele se tornou o primeiro representante diplomático oficial americano (Ministro dos EUA) no México e esteve envolvido nos conflitos políticos internos do país até sua reconvocação em 1830. 
Durante esse tempo, ele também viajou para o sul do México e encontrou na área ao redor de Taxco del Alarcon a planta poinsétia. Os astecas falavam dessa planta com flores de inverno como "cuetlaxochitl"; seu nome latino é Euphorbia pulcherrima ou a mais bela Euphorbia. Um ávido botânico amador, Poinsett enviou amostras dessas plantas aos Estados Unidos. Desde 1836, esta planta é popularmente conhecida como "poinsétia".
Em 1830, Poinsett retornou à Carolina do Sul para apoiar os sindicalistas na disputa pela anulação e para ocupar uma cadeira no Parlamento da Carolina do Sul de 1830 a 1831. Isso o preocupou até 1833, quando se casou com Mary Izard Pringle.
Poinsett foi de 7 de março de 1837 a 5 de março de 1841 como sucessor de Lewis Cass Ministro da Guerra no gabinete Van Buren. Com a extensa remoção de índios das áreas a oeste do Mississippi e das Guerras Seminoles, ele seguiu uma política que neutralizou a fragmentação do exército. Com a autorização da lei de organização do Exército editada em 1821, equipou regimentos de artilharia com baterias leves. Ele então se retirou para sua plantação perto de Georgetown em 1841.
Ele foi cofundador do Instituto Nacional para a Promoção da Ciência e das Artes Úteis em 1840. Um grupo de políticos fez campanha para usar a propriedade de James Smithson para um museu nacional para exibir as relíquias do país e seus líderes, representar a tecnologia americana e documentar e preservar os recursos nacionais da América do Norte. Os esforços do grupo foram malsucedidos, no entanto, já que outros grupos preferem permitir que cientistas do que líderes políticos determinem o destino da instituição que mais tarde se tornou a Instituição Smithsonian.
Poinsett morreu em Stateburg em 1851 e foi sepultado no Cemitério Episcopal da Igreja da Santa Cruz. Cabo Poinsett na costa Budd de Wilkesland na Antártica leva o seu nome.

## Maçonaria
Joel Roberts Poinsett era um maçom ativo, então ele também era o mestre da Loja de Salomão No. 1 eleito em Charleston (Carolina do Sul).